# پاییاکو
پاییاکو (به اسپانیایی: Paillaco) یک شهرستان در شیلی است که در استان بالدیبیا واقع شده‌است. پاییاکو ۸۹۶٫۰ کیلومتر مربع مساحت و ۱۹٬۰۸۸ نفر جمعیت دارد و ۶۸ متر بالاتر از سطح دریا واقع شده‌است.